# STS-74
STS-74 — космічний політ шатла «Атлантіс» за програмою «Спейс Шаттл». Четвертий політ за американо-російською програмою «Шаттл — Мир».

## Екіпаж
- (НАСА) Кеннет Камерон (англ. Kenneth D. Cameron) (3), Командир
- (НАСА) Джеймс Холселл (англ. James D. Halsell) (2), Пілот
- (НАСА) Джеррі Росс (англ. Jerry L. Ross) (5), Фахівець місії
- (НАСА) Вільям Макартур (англ. William S. McArthur Jr.) (2), Фахівець місії
- (КАА) Крістофер Хедфілд (англ. Chris A. Hadfield) (1), Фахівець місії

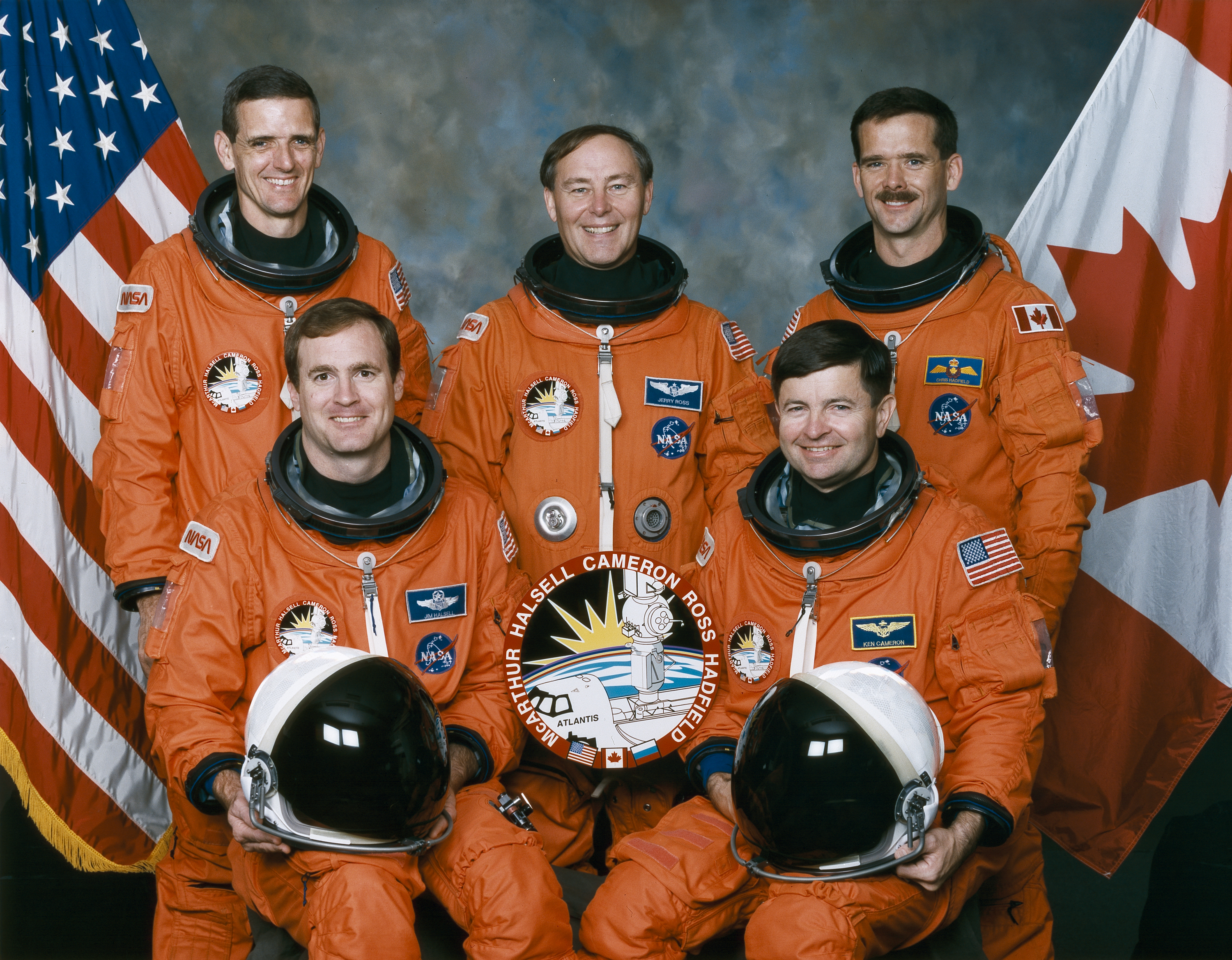
Екіпаж STS-74

## Параметри місії
- Стикування зі станцією «Мир»: 15 листопада 1995 року, 6:27:38 загальний скоординований час
- Розстикування: 18 листопада 1995 року, 8:15:44 загальний скоординований час
- Тривалість стикування: 3 діб 1:00 48 хвилин 6 секунд
- Політ Шатла = 73
- Стартовий майданчик = КЦ Кеннеді, стартовий майданчик 39-A
- Місце посадки корабля = КЦ Кеннеді, посадкова смуга 33
- Тривалість польоту корабля = 8 днів, 4 години, 31 хвилина, 42 секунди
- Кількість витків корабля = 128
- |NSSDC_ID = 1995-061A
- NORAD_ID = 23714

## Щоденник місії

### 12 листопада (запуск і 1 день польоту)

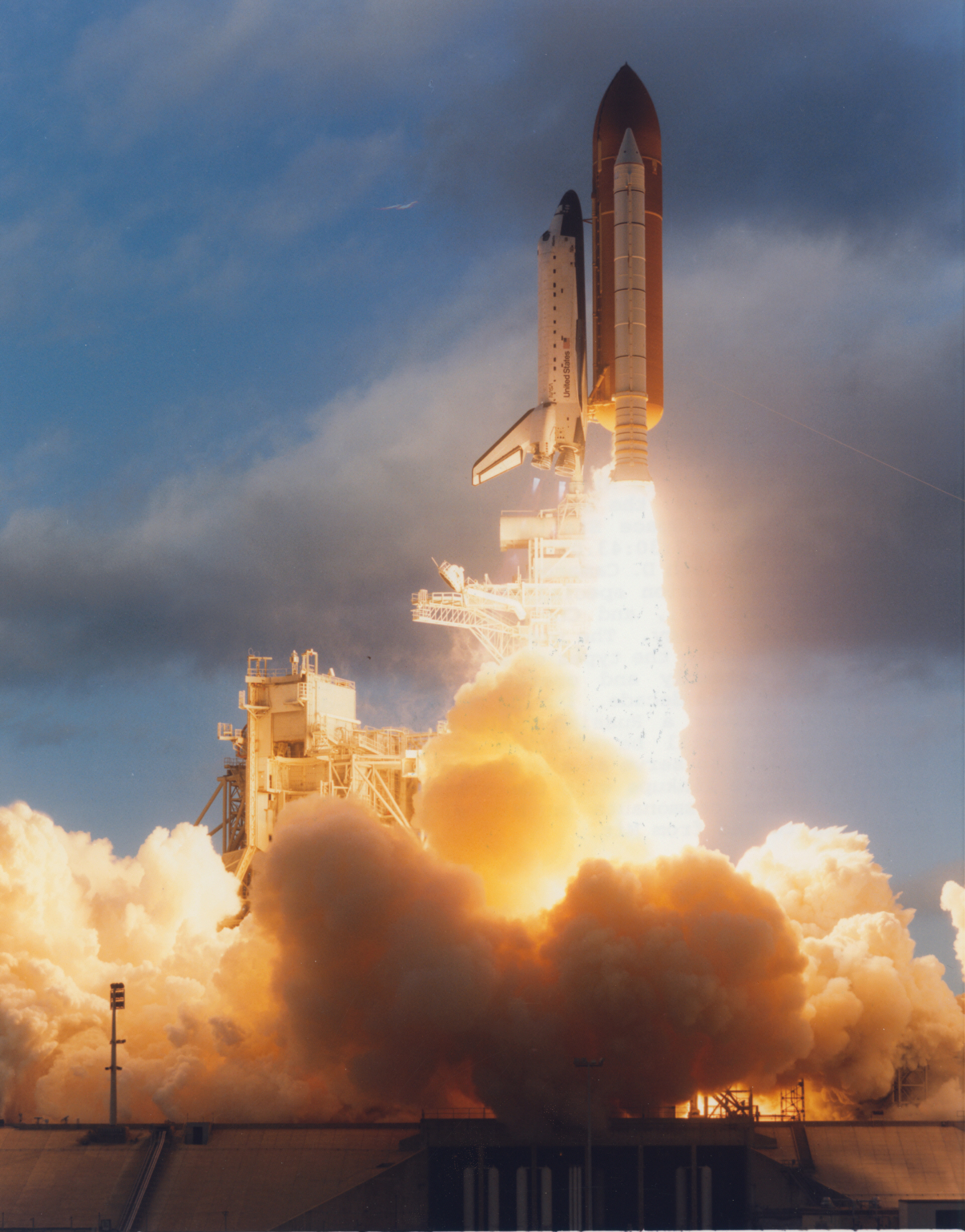
Атантіс стартує з майданчика 39А на початку STS-74

Після регламентного опитування готовності до старту (о 7:12 ранку EST) о 7:20 почався 10-хвилинний зворотний відлік. Шатл стартував в 7:30:43, основні двигуни були відключені о 7:39.
Близько 43 хвилини після запуску, 2 хвилини і 13 секунд роботи реактивного двигуна вивели шатл на кругову орбіту в 162 морських милі. Після цього п'ять членів екіпажу почали налаштування Атлантіса для роботи на орбіті. Вже через 90 хвилин Атлантіс відчинив двері вантажного відсіку.
Приблизно через три години після початку польоту, командир Кен Кемерон і пілот Джим Галсел ввімкнули двигун реактивної системи управління в першій із серії стикувальних збурень, які спрямовували Атлантіс на шляху до Миру. Незабаром після цього, перший канадський фахівець місії, Кріс Хедфілд, активував російський стикувальний модуль, який знаходиться у вантажному відсіку Шатла, приготувавши його для стикування з агрегатом стикування Атлантіса в другий день польоту.

### 13 листопада (2 день польоту)
П'ять членів екіпажу на борту шатла Атлантіс провели більшу частину свого першого повного дня у космосі готуючи орбітальний апарат і його модулі для спарювання російського модуля 14 листопада і стикування з орбітальною станцією «Мир» 15 листопада. Обидва модулі та системи стикування були розташовані в вантажному відсіку Атлантіса.
Фахівці Джеррі Росс і Білл МакАртур оглянули скафандри, які вони одягатимуть при виході у відкритий космос під час стикування. Фахівець польоту Кріс Хедфілд підживив робот-маніпулятор.
Члени екіпажу також перевірили Advanced Space Vision System, точну систему позиціонування для маніпулятора, який був протестований на STS-74.
Графік також включав установку та вирівнювання курсової камери в центрі зближувально-стикувальної системи. Камера пізніше допомогла Кену Кемерону на стадії остаточного зістикування з Миром. О 5:00 ранку CST (11:00 UTC) на 2 день, Атлантіс був близько 4000 статутних миль від  Миру  і наближався до космічної станції зі швидкістю близько 380 статутних миль за оберт.

### 14 листопада (3 день польоту)

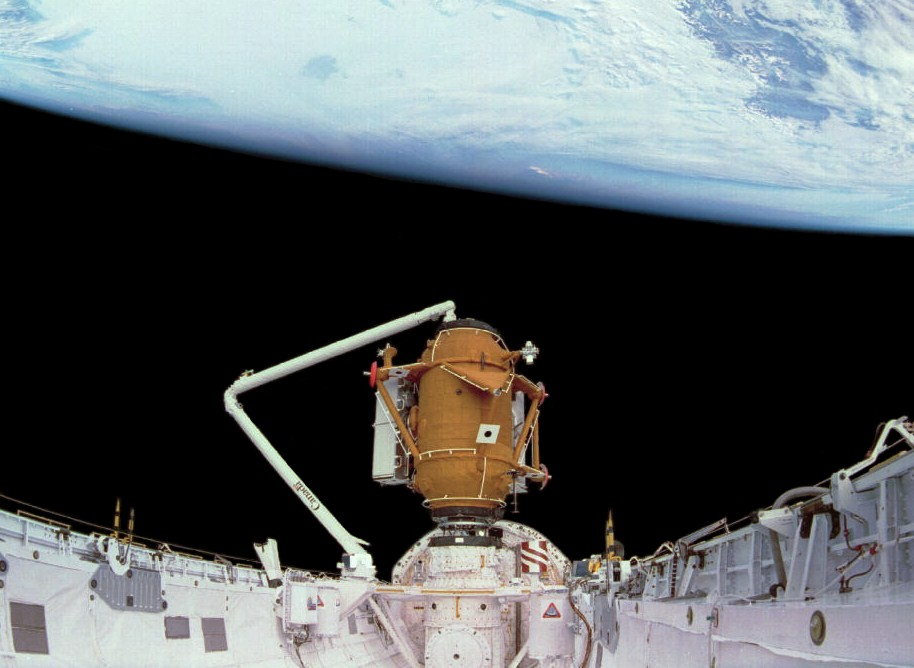
Стикувальний модуль, готовий бути пристикованим до стиково-технологічного модуля «Кристал» космічної станції «Мир»

У третій день польоту STS-74 члени екіпажу успішно зістикували 15-футовий російський док-модуль з агрегатом стикування шатла.
Кріс Хедфілд, канадський астронавт космічного агентства і STS-74 фахівець польоту, використовував маніпулятор Шатла, щоб підняти стикувальний модуль з кормової частини вантажного відсіку, повернути його у вертикальне положення, і піднести його на відстань близько п'яти дюймів до агрегату стикування шатла. У цей момент агрегат, який використовував реактивний принцип, струменями рульового управління підвів шатл до модуля. Як тільки два космічні апарати зімкнулись, стикувальні кільця на агрегаті стикування втягнулись, «погасивши» удар, і ряд гачків і засувок забезпечили герметичність між двома космічними апаратами.
Стикування було підтверджено о 1:17 CST, коли Атлантіс був над Східною Європою на 30-му оберті.

### 15 листопада (4 день польоту і стикування)

Остаточна конфігурація станції «Мир», на якій показані стикувальний модуль і зчеплений Спейс Шатл

На 4-й день польоту «Атлантіс» нарешті був пристикований до модуля «Кристал» станції «Мир» з використанням перехідного стикувального модуля. Коли Кемерон маневрував двигунами шатла, на борту Атлантіса панувала напруга. Атлантіс зістикувався в 6:27:38 UTC після бездоганного набору орбітальних маневрів. Після того як всі необхідні перевірки були завершені і люки були відкриті, п'ять астронавтів Шатла переїхала до станції «Мир», готові провести три дні спільних операцій. Російські космонавти Юрій Гідзенко, Сергій Авдєєв (експедиція Союз ТМ-22), астронавт ЄКА Томас Райтер і екіпаж Атлантіса вітали один одного рукостисканнями та обіймами перед проведенням традиційного обміну подарунками.

### 16-19 листопада (5-8 дні польоту)
Протягом трьох днів спільних Шатл-Мир операцій, з Атлантіса були передані різні предмети на космічну станцію, в тому числі вода, витратні матеріали та обладнання, а також дві нові сонячні батареї (одна російська й одна спільно розроблена).
Екіпажу шатла були передані різні експериментальні зразки, обладнання для ремонту та аналізу і препарати, що були вироблені на станції. Поверталися на Землю результати експерименту Каліфорнійського університету Star Trek за попередні чотири роки.
Тим часом, на борту «Атлантіса» здійснювалися два експерименти:
- Вивчення первинної продукції, а точніше «валової первинної продукції» (англ. Gross Primary Production — GPP), з використанням широкосмугової спектроскопії;
- Фотограмметрія динаміки споруд, англ. Photogrammetric Appendage Structural Dynamics Experiment (PASDE), щоб перевірити використання фотограмметричних методів для характеристики структурної динаміки масиву, тим самим демонструючи, що ця технологія приведе до скорочення витрат і ризиків для Міжнародної космічної станції.

У 8:15:44 UTC 18 листопада Атлантіс відстикувався від перехідного стикувального модуля, залишивши його постійно прикріпленим до модуля «Кристал», де він буде забезпечувати проміжок між шатлом і сонячними батареями станції «Мир» під час наступних стикувань.

### 20 листопада (9 день польоту і приземлення)
9 день польоту складався головним чином з підготовки до приземлення і приземлення. Гальмівний імпульс був виконаний на 128 витку о 11:00 ранку за східним часом (4:00 вечора UTC), що призвело до посадки в Космічному центрі імені Кеннеді (KSC), штат Флорида, на смугу 33.

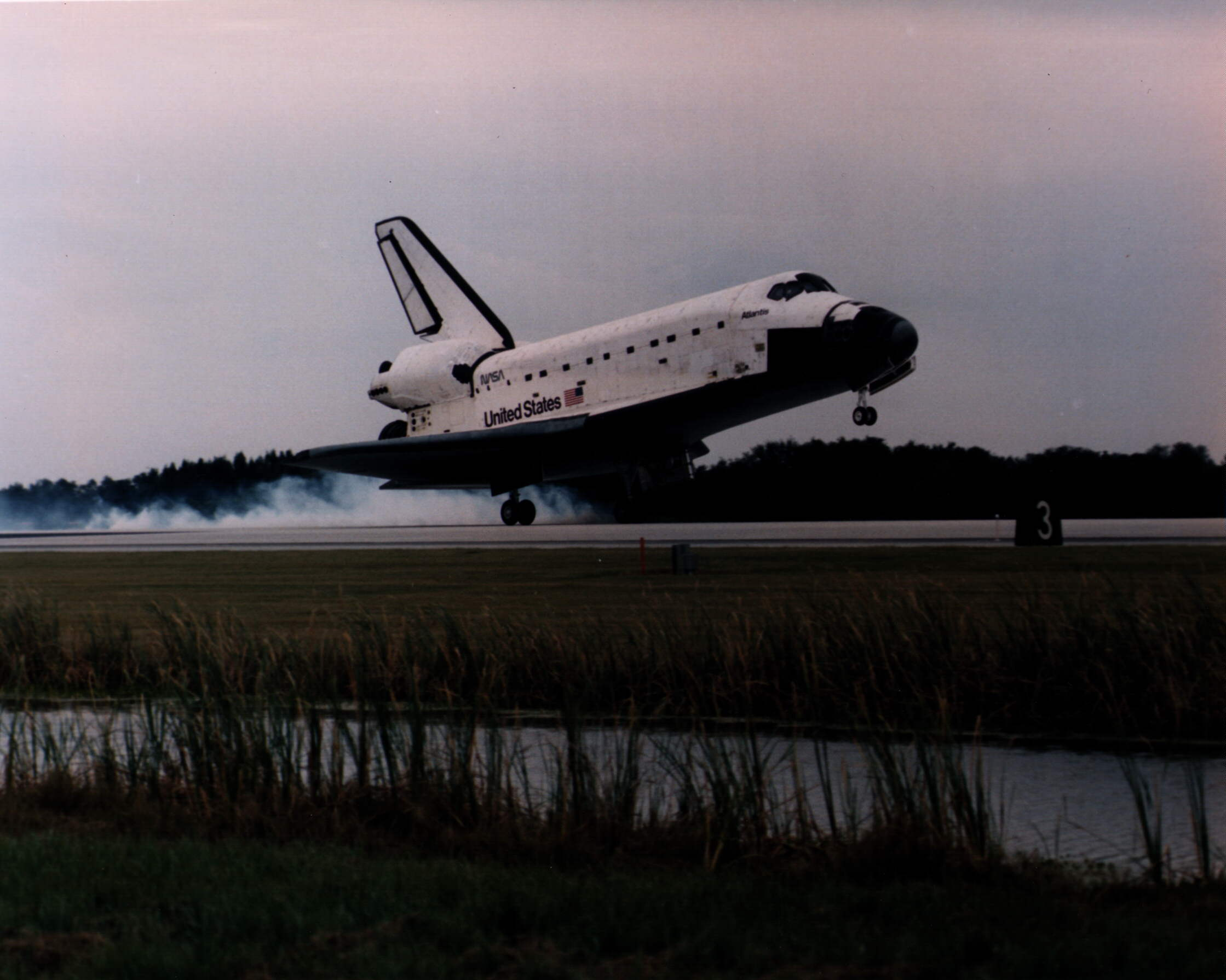
Атлантіс приземляється наприкінці STS-74

Основні стійки шасі торкнулися смуги в 12:01:27 PM EST (5:01:27 PM UTC) 20 листопада, через 8 днів 4 години 30 хвилин і 44 секунди після старту. Ще через 10 секунд приземлилось носове шасі, і Атлантіс зупинився через 8 днів 4 години 31 хвилини 42 секунди після старту (12:02:24 EDT-5:02:24 PM UTC).
Другий варіант посадки був запланований на випадок поганої погоди, для посадки КНЦ о 1:37 вечора EST з гальмівним імпульсом о 12:36 на орбіті 129, але в цьому вже не було потреби.